# Райдер, Серена
Серена Райдер (англ. Serena Ryder) — современная канадская певица, мультиинструменталистка, автор песен и общественная деятельница. Автор ряда золотых и платиновых альбомов и синглов, участница информационных кампаний на темы душевного здоровья. Многократный лауреат премии «Джуно», в том числе за сольный прорыв года (2008), как исполнитель года и автор песен года (обе — 2014), лауреат Канадской экранной премии за лучшую оригинальную песню («It’s No Mistake», 2014), лауреат премии Алана Слейта за вклад в музыку (Аллея славы Канады, 2021).

## Биография
Родилась в декабре 1982 года в Миллбруке (Онтарио) в семье с музыкальными корнями. Мать была танцовщицей гоу-гоу и бэк-вокалисткой, биологический отец — выходец с Тринидада, которого Серена никогда не видела и который умер, когда ей было 11 лет, — играл в карибском ансамбле фолк-музыки. Отчим Серены, Энди, познакомил ее с джазом и блюзом.
Рано начав брать уроки музыки, Серена уже с восьми лет выступала в кафе и клубах вместе со своей учительницей фортепиано. К 15 годам начала продавать на концертах самостоятельно сделанные записи собственных произведений, а к 17 годам перебралась из Миллбрука в Питерборо и выпустила на независимом лейбле Mime Radio дебютный альбом Falling Out. После того как Райдер начала выступать в радиопрограмме CBC Here and Now, ее в 2003 году услышал продюсер Хоксли Уоркмен и подписал с нею контракт от имени своего лейбла Isadora Records. В том же году вышел ее первый живой альбом Serena Ryder: Live, включавший шесть песен, до этого прозвучавших в радиопрограмме Bandwidth. После этого она отправилась в турне с Уоркменом, объездив Канаду и Европу, а в Австралии выступив на разогреве у Стива Эрла.
В 2005 году продажи спродюсированного Уоркменом альбома Райдер Unlikely Emergency организовал канадский филиал одного из ведущих лейблов — EMI Music. Популярными у слушателей стали вошедшая в альбом фолк-роковая баллада Райдер «Just Another Day» и ее кавер-версия песни Этты Джеймс «At Last». В том же году она выпустила также концертный мини-альбом Live in Oz, включавший шесть песен, записанных на выступлениях в Австралии; пять из шести песен, включая исполненную дуэтом с Уоркменом «Millbrook Fair», до этого не публиковались.
В 2006 году вышел записанный Райдер альбом каверов If Your Memory Serves You Wel, в который вошли 12 песен. В 2007 году он получил в Канаде золотую сертификацию. Собственная песня Райдер «Weak in the Knees» также получила золотой статус в цифровой дистрибуции. В рецензии на эту запись журнал American Songwriter писал, что творчество Райдер отличают диапазон и исполнительская зрелость, достойные исполнителей вдвое старше ее по возрасту. До конца года вышел еще один мини-альбом Райдер Told You in a Whispered Song, ряд песен из которого затем были включены в ее четвертый полный альбом Is It O.K., выпущенный в следующем году. К моменту его выхода, в апреле 2008 года, молодая певица получила премию «Джуно» лучшему новому сольному исполнителю.
Is It O.K. распространяла в Канаде компания EMI Music, а в США — лейбл Atlantic Records. В 2009 году он получил в Канаде золотую сертификацию и завоевал «Джуно» как альбом года в жанре Adult contemporary. На следующий год клип, снятый по рок-хиту Райдер «Little Bit of Red», принес ей «Джуно» за лучшее видео года. Однако промо-тур альбома обернулся для исполнительницы тяжелым нервным срывом. Позже она рассказывала, что страдала от депрессии с 13 лет и в ходе этого тура стресс и внимание СМИ это усугубили. У Райдер начались приступы паники, после чего она прервала тур и вернулась домой. Там певица неделями не вставала с кровати и отгоняла мысли о самоубийстве. После того как у нее диагностировали хроническую депрессию, она начала курс лечения, совмещавший психотерапию с приемом антидепрессантов. По мере улучшения душевного состояния Райдер вернулась к написанию песен, а в 2011 году уже приняла участие в туре Мелиссы Этеридж; у канадской и американской певиц был общий менеджер, а по ходу тура они стали близкими друзьями. Райдер открывала концерты Этеридж, они часто также исполняли дуэтом песню Райдер «Broken Heart Sun», которая в частности прозвучала в этом варианте на церемонии вручения «Джуно» в 2011 году и в том же году вошла в новый концертный мини-альбом Serena Ryder: Live. Еще один мини-альбом певица выпустила с группой альт-кантри The Beauties. Четыре трека для Serena Ryder & The Beauties (три оригинальных и кавер песни группы Band of Horses «Funeral») продюсировал музыкант группы Broken Social Scene Кевин Дрю.
В 2012 году вышел очередной полный альбом Райдер Harmony, песни для которого она начала писать в ходе борьбы с депрессией. За этот период она написала более 60 песен, а затем с помощью лос-анджелесского продюсера Джеррода Беттиса отобрала часть из них для альбома. Беттис также участвовал в написании части песен. Традиционный для творчества Райдер фолк-рок дополнили новые жанры — поп, блюз, соул. Канадские газеты The Globe and Mail и Toronto Star назвали Harmony лучшим альбомом Райдер с начала карьеры, он получил в Канаде платиновый статус, а первый сингл из него, «Stompa», распространявшийся посредством цифровой дистрибуции, к 2013 году стал в Канаде трижды платиновым. Песня провела 8 недель на первой строчке чарта Billboard Adult Alternative Airplay в США, достигла 8-го места в чарте Canadian Hot 100 и была названа в газете New York Times «лучшей новой песней лета». Такого же места в Canadian Hot 100 достиг еще один сингл из этого альбома, «What I Wouldn’t Do», который стал дважды платиновым. В 2013 году Harmony получил «Джуно» как лучший альбом в жанре Adult contemporary.

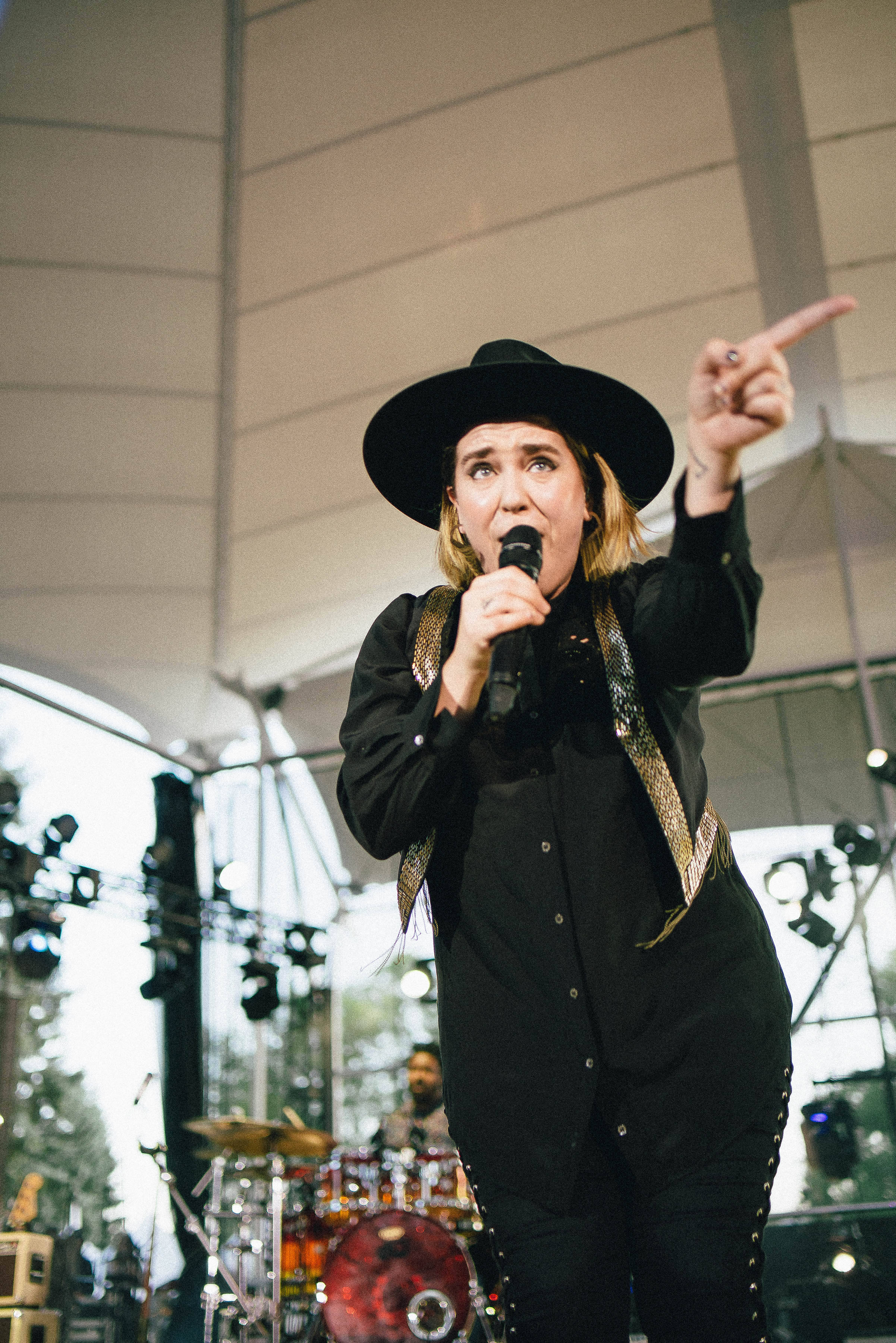
Interstellar Rodeo, Эдмонтон, 2017 год

После успеха Harmony Райдер пригласили исполнить гимн Канады перед началом финального матча Кубка Грея 2013 года и Матча всех звезд НБА 2014 года. Песня «It’s No Mistake», которую она вместе с Джимми Харри написала для фильма «Люблю твою жену» (англ. The Right Kind of Wrong), принесла авторам Канадскую экранную премию за лучшую оригинальную песню в 2014 году. Этот год был также отмечен для Райдер сразу двумя премиями «Джуно» — лучшему исполнителю года и автору песен года. На церемонии вручения «Джуно» она была одной из основных ведущих.
Работа над следующим альбомом Utopia заняла у Райдер пять лет, и она написала за это время столько песен, что взвешивала возможность сделать его тройным. В итоге в основную версию вошли 12 композиций, а в издание-люкс — 17. Стиль песен нового альбома сильнее, чем раньше, тяготел к поп-музыке. Семь из композиций были написаны в соавторстве со специалисткой в этом жанре Саймон Уилкокс, музыка стала более ритмичной, ударные, которые для многих песен записывала изменившая своей традиционной гитаре Райдер, играли в ней более заметную роль. Критик канадского журнала The Record Майкл Баркли назвал Райдер «возможно, величайшим женским голосом в поп-музыке со времен k.d. lang». Альбом дебютировал на первой строчке в iTunes и поднялся до 10-го места в чарте канадских альбомов Billboard, а сингл из него «Got Your Number» получил золотую сертификацию и попал в чарт Canadian Hot 100. Ближе к концу года Райдер провела тур в поддержку Utopia по 20 городам Канады.
В октябре 2018 года вышел первый в карьере Райдер рождественский альбом Christmas Kisses. Заглавный трек альбома был оригинальной работой Райдер в соавторстве с Уилкокс, а еще девять были джазовыми кавер-версиями классических рождественских хитов. Журнал Rolling Stone поместил его на 5-е место в своем списке лучших рождественских альбомов года, его выпуск сопровождался промо-туром Райдер по Атлантическим провинциям Канады.
В 2020 году, во время пандемии COVID-19, Райдер совместно с лейблом ArtHaus Music запустила проект The Art of Wellness, целью которого является поддержка творческих личностей, страдающих от стресса. В 2021 году состоялся выход очередного студийного альбома певицы The Art of Falling Apart, в основу которого легла история борьбы певицы с психической болезнью. Десять вошедших в него песен были записаны за 10-дневный период в Нашвилле, и на следующий год он принес Райдер третью премию «Джуно» за альбом года в жанре Adult contemporary.

## Альбомы
- 1999 — Falling Out (Mime Radio)
- 2003 — Serena Ryder: Live (Isadora Records)
- 2005 — Unlikely Emergency (EMI Music)
- 2006 — If Your Memory Serves You Well (EMI Music)
- 2008 — Is It O.K. (EMI Music/Atlantic)
- 2012 — Harmony (EMI Music/Capitol Records)
- 2017 — Utopia (Serenader Source)
- 2018 — Christmas Kisses (Serenader Source)
- 2021 — The Art of Falling Apart (ArtHaus Musik)

## Награды
- 2008 — «Джуно» лучшему новому сольному исполнителю
- 2009 — «Джуно» за альбом года в жанре Adult contemporary (Is It O.K.)
- 2010 — «Джуно» за видео года («Little Bit of Red»)
- 2013 — «Джуно» за альбом года в жанре Adult contemporary (Harmony)
- 2014 —
  - «Джуно» лучшему исполнителю года
  - «Джуно» автору песен года
  - Премия SOCAN автору песен («What I Wouldn’t Do», «Stompa»)
  - Канадская экранная премия[англ.] за лучшую оригинальную песню («It’s No Mistake»)
  - Музыкальная премия канадского радио Chart Topper
- 2018 — премия Маргарет Трюдо защитнику людей с расстройствами душевного здоровья
- 2022 — «Джуно» за альбом года в жанре Adult contemporary (The Art of Falling Apart)